# SA-314

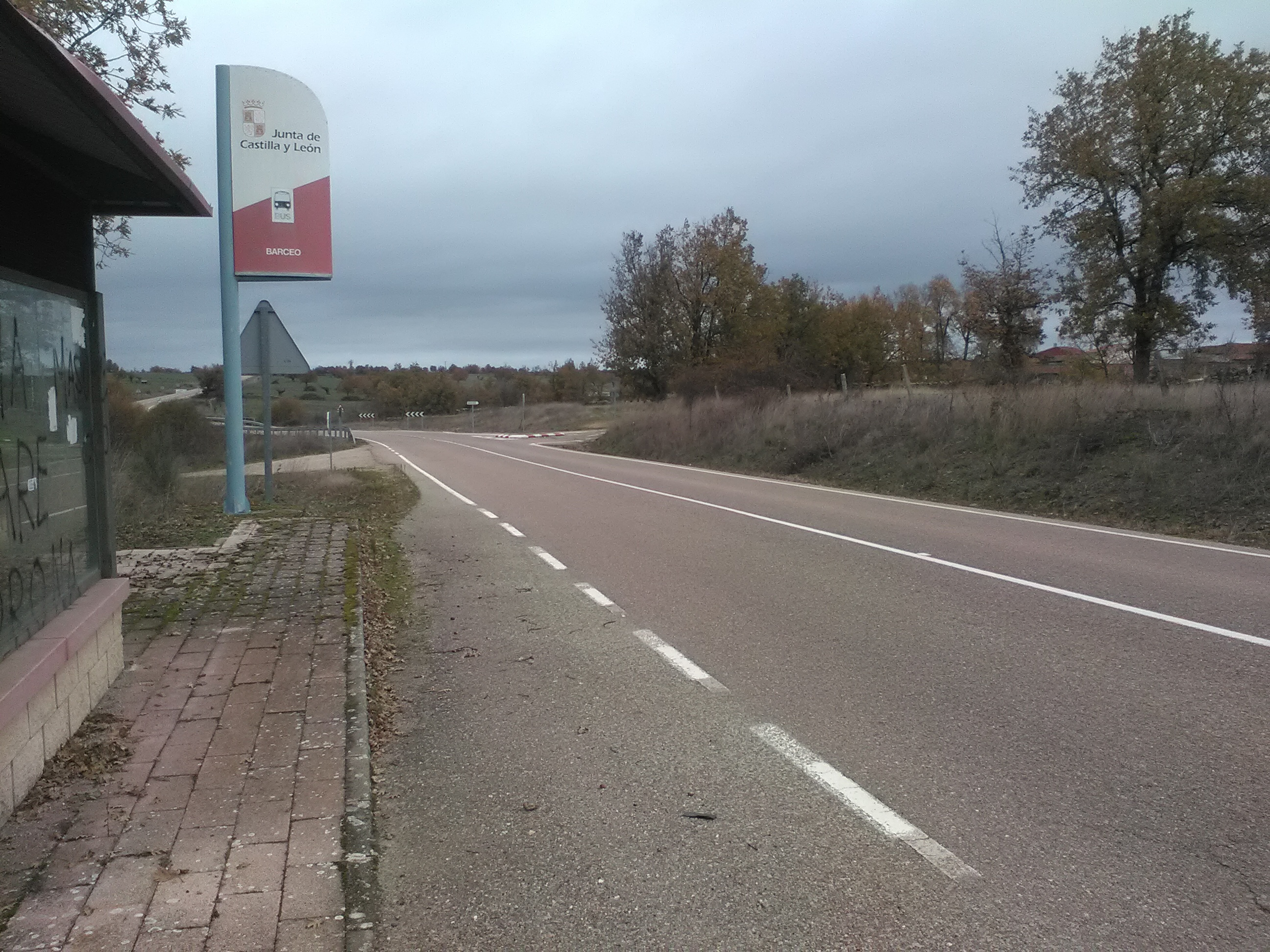
La SA - 314 se articula como una de las más importantes vías de comunicación terrestre de Salamanca, al enlazar Vitigudino con el parque natural Arribes del Duero. Imagen de la carretera a su paso por Barceo (desvío a la derecha). A la izquierda la parada de autobús de Barceo.

SA-314 es una carretera autonómica que discurre entre las localidades de Vitigudino y Aldeadávila de la Ribera, en la provincia de Salamanca, España. Anteriormente, esta carretera fue local y su gestión la llevó a cabo la Diputación Provincial de Salamanca. Si bien, en el año 2000 (coincidiendo con la finalización de transferencias estatales a las Autonomías) fue restaurada ampliándose en anchura, señalización y seguridad. El importe de las obras rondó los mil millones de pesetas (aproximadamente 5,5 millones de euros).
Actualmente, pertenece a la Red Complementaria Local de la Junta de Castilla y León. Pasa por las localidades salmantinas de Vitigudino, Barceo, Las Uces, Masueco, Corporario y Aldeadávila de la Ribera.

## Información de interés
Durante los años más recientes han sido varias las mejoras que la Consejería de Fomento, ente encargada del mantenimiento de esta vía, ha realizado. Desde limpieza de cunetas, repintado de señalización horizontal o reposición de señalización vertical.
Cabe destacar que esta carretera es importante en su zona geográfica puesto que conecta el centro de la Comarca de Vitigudino con la subcomarca de Las Arribes, siendo una de sus principales vías de acceso. Con motivo de lo anterior, algunas etapas de la Vuelta Ciclista a Salamanca han escogido esta carretera.
| Vitigudino - Aldeadávila de la Ribera      | Vitigudino - Aldeadávila de la Ribera | Vitigudino - Aldeadávila de la Ribera | Vitigudino - Aldeadávila de la Ribera | Vitigudino - Aldeadávila de la Ribera      | Vitigudino - Aldeadávila de la Ribera      | Vitigudino - Aldeadávila de la Ribera      | Vitigudino - Aldeadávila de la Ribera      | Vitigudino - Aldeadávila de la Ribera | Vitigudino - Aldeadávila de la Ribera | Vitigudino - Aldeadávila de la Ribera            |
| Esquema                                    | PK                                    | Sentido Aldeadávila de la Ribera      | Sentido Aldeadávila de la Ribera      | Sentido Aldeadávila de la Ribera           | Sentido Aldeadávila de la Ribera           | Sentido Vitigudino                         | Sentido Vitigudino                         | Sentido Vitigudino                    | Sentido Vitigudino                    | Incidencias                                      |
| Esquema                                    | PK                                    | Velocidad                             | Elemento                              | Salida                                     | Salida                                     | Salida                                     | Salida                                     | Elemento                              | Velocidad                             | Incidencias                                      |
| Esquema                                    | PK                                    | Velocidad                             | Elemento                              | Dir.                                       | Nombre                                     | Nombre                                     | Dir.                                       | Elemento                              | Velocidad                             | Incidencias                                      |
| ------------------------------------------ | ------------------------------------- | ------------------------------------- | ------------------------------------- | ------------------------------------------ | ------------------------------------------ | ------------------------------------------ | ------------------------------------------ | ------------------------------------- | ------------------------------------- | ------------------------------------------------ |
|                                            | 0,0                                   |                                       |                                       | Cerralbo Lumbrales                         | Cerralbo Lumbrales                         | Cerralbo Lumbrales                         |                                            |                                       |                                       |                                                  |
| Centro Urbano                              | 0,0                                   |                                       |                                       |                                            |                                            |                                            |                                            |                                       |                                       |                                                  |
| Villar de Peralonso Salamanca CEPSA 0,2 km | 0,0                                   |                                       |                                       |                                            |                                            |                                            |                                            |                                       |                                       |                                                  |
|                                            | 0,2                                   |                                       |                                       | VITIGUDINO                                 | VITIGUDINO                                 | VITIGUDINO                                 | VITIGUDINO                                 |                                       |                                       |                                                  |
|                                            | 5,6                                   |                                       |                                       | Barceo                                     | Barceo                                     | Barceo                                     | Barceo                                     |                                       |                                       |                                                  |
|                                            | 5,6                                   |                                       |                                       | Barceo                                     | Barceo                                     | Barceo                                     | Barceo                                     |                                       |                                       |                                                  |
|                                            | 7,7                                   |                                       |                                       | BARCEINO                                   | BARCEINO                                   | BARCEINO                                   | BARCEINO                                   |                                       |                                       |                                                  |
|                                            | 7,9                                   |                                       |                                       | Valderrodrigo                              | Valderrodrigo                              | Valderrodrigo                              | Valderrodrigo                              |                                       |                                       |                                                  |
|                                            | 8,0                                   |                                       |                                       | BARCEINO                                   | BARCEINO                                   | BARCEINO                                   | BARCEINO                                   |                                       |                                       |                                                  |
|                                            | 9,6                                   |                                       |                                       | Incorporación desde Las Uces               | Incorporación desde Las Uces               | Incorporación desde Las Uces               | Incorporación desde Las Uces               |                                       |                                       | Solo vía de incorporación en sentido Vitigudino. |
|                                            | 9,7                                   |                                       |                                       | Río de las Uces                            | Río de las Uces                            | Río de las Uces                            | Río de las Uces                            |                                       |                                       |                                                  |
|                                            | 9,9                                   |                                       |                                       | Las Uces                                   | Las Uces                                   | Las Uces                                   | Las Uces                                   |                                       |                                       |                                                  |
|                                            | 11,0                                  |                                       |                                       | Valsalabroso                               | Valsalabroso                               | Valsalabroso                               | Valsalabroso                               |                                       |                                       |                                                  |
|                                            | 11,7                                  |                                       |                                       | La Vídola                                  | La Vídola                                  | La Vídola                                  | La Vídola                                  |                                       |                                       |                                                  |
|                                            | 19,3                                  |                                       |                                       | La Peña                                    | La Peña                                    | La Peña                                    | La Peña                                    |                                       |                                       |                                                  |
|                                            | 19,9                                  |                                       |                                       | Cabeza del Caballo Fuentes de Masueco      | Cabeza del Caballo Fuentes de Masueco      | Cabeza del Caballo Fuentes de Masueco      | Cabeza del Caballo Fuentes de Masueco      |                                       |                                       |                                                  |
|                                            | 22,0                                  |                                       | 4,6 km                                | Puerto de montaña                          | Puerto de montaña                          | Puerto de montaña                          | Puerto de montaña                          | 4,6 km                                |                                       |                                                  |
| 26,6                                       |                                       |                                       | 4,6 km                                | Puerto de montaña                          | Puerto de montaña                          | Puerto de montaña                          | Puerto de montaña                          | 4,6 km                                |                                       |                                                  |
|                                            | 24,2                                  |                                       |                                       | Río de las Uces                            | Río de las Uces                            | Río de las Uces                            | Río de las Uces                            |                                       |                                       |                                                  |
|                                            | 25,6                                  |                                       |                                       | Pereña de la Ribera Villarino de los Aires | Pereña de la Ribera Villarino de los Aires | Pereña de la Ribera Villarino de los Aires | Pereña de la Ribera Villarino de los Aires |                                       |                                       |                                                  |
|                                            | 26,8                                  |                                       |                                       |                                            |                                            |                                            |                                            |                                       |                                       | Horario 24h                                      |
|                                            | 27,1                                  |                                       |                                       | MASUECO                                    | MASUECO                                    | MASUECO                                    | MASUECO                                    |                                       |                                       |                                                  |
|                                            | 27,3                                  |                                       |                                       | Masueco                                    | Masueco                                    | Masueco                                    | Masueco                                    |                                       |                                       |                                                  |
|                                            | 27,4                                  |                                       |                                       | La Zarza de Pumareda Barruecopardo         | La Zarza de Pumareda Barruecopardo         | La Zarza de Pumareda Barruecopardo         | La Zarza de Pumareda Barruecopardo         |                                       |                                       |                                                  |
|                                            | 27,9                                  |                                       |                                       | MASUECO                                    | MASUECO                                    | MASUECO                                    | MASUECO                                    |                                       |                                       |                                                  |
|                                            | 29,4                                  |                                       |                                       | CORPORARIO                                 | CORPORARIO                                 | CORPORARIO                                 | CORPORARIO                                 |                                       |                                       |                                                  |
|                                            | 29,6                                  |                                       |                                       | Corporario                                 | Corporario                                 | Corporario                                 | Corporario                                 |                                       |                                       |                                                  |
|                                            | 29,9                                  |                                       |                                       | CORPORARIO                                 | CORPORARIO                                 | CORPORARIO                                 | CORPORARIO                                 |                                       |                                       |                                                  |
|                                            | 29,9                                  | ALDEADÁVILA DE LA RIBERA              |                                       |                                            |                                            |                                            |                                            |                                       |                                       |                                                  |
|                                            | 30,2                                  |                                       |                                       |                                            | Centro Urbano                              | Centro Urbano                              | Centro Urbano                              |                                       |                                       |                                                  |
|                                            | 30,2                                  | Barruecopardo La Zarza de Pumareda    |                                       |                                            |                                            |                                            |                                            |                                       |                                       |                                                  |